# МГО «Моноліт»
МГО «Моноліт» — сучасна молодіжно-спортивна організація націоналістичного спрямування. У своїй діяльності передбачає не тільки виховання молодого покоління, а й активну участь у громадській діяльності. Саме тому організація бере участь у таких акціях, як знесення нелегальних забудов, МАФів, протидія незаконному продажу алкоголю неповнолітнім тощо.

## Історія організації
Активна частина молоді, яка брала участь в Революції Гідності, вирішує створити власну незалежну організацію, яка б займалася вихованням молоді в дусі патріотизму та героїзму, на прикладі Небесної Сотні, воїнів УПА, козаків та війська Святослава Хороброго.
Молодіжна громадська організація «Моноліт 1044» заснована 16 березня 2014 року у Бородянці. У зв'язку з початком Російської агресії, організація починає проводити вишколи і за три місяці перетворюється в обласну. До «Моноліту» приєднуються націоналісти з різних куточків України. З часу заснування організація провела багато вишколів, заходів присвячених вшануванню Небесної Сотні, жертв ліквідації Чорнобильської АЕС та Голодомору 1932—1933 років. Зараз організація діє переважно у центральній та північній Україні.
Організація встигла проявити себе на різних акціях у Києві таких як: знесення незаконних МАФів, сутичка на нелегальній забудові біля станції Осокорки, прибирання парків, здача крові бійцям АТО.
30 серпня по дорозі з вишколу силами МВС, СБУ та Сокіл було затримано 17 членів організації. В результаті було виявлено макети автоматів та гранати Ф-1. Через певний час всіх затриманих було відпущено. Як стало відомо, під час затримання міліція порушила ряд статей Конституції України.
У січні 2016 року організація активно виступала за відновлення справедливості по справі вбивства у Лук'янівському СІЗО, бійця Білого Молота, Макара Колесникова.

## Структура
Вищим управлінським органом Молодіжної громадської організації «Моноліт 1044» є Головний Провід. В свою чергу, кожен місцевий осередок має свою структуру.
Членами організації можуть бути усі, хто досяг 16 років. Кожен член підпорядковується внутрішньому кодексу.

## Ідеологія
МГО «Моноліт»  сповідує ідеологію соціал-націоналізму. Соціальний націоналізм — радикальна форма націоналізму, політична ідеологія, що ґрунтується на уявленні про націю як оптимальну форму існування людського соціуму. При цьому під «нацією» розуміється самодостатня кровноспоріднена ієрархічна людська спільнота. Тобто етнічна спільнота з єдиною мовою і самосвідомістю національної ідентичності, в якій втілена свобода та справедливість щодо її членів.
У своїй діяльності організація орієнтується на праці Д. Донцова, м. Сціборського, М. Міхновського, С. Бандери та інших ідеологів українського націоналізму.

## Діяльність
МГО «Моноліт» займається військово-патріотичними вишколами, волонтерством, організацією акцій, лекцій та кінопоказів.
Організація прославилася активною військовою підготовкою молоді. Частина членів організації зараз перебуває в зоні АТО у складі Карпатської Січі, Донбасу, УНСО, батальйону Нацгвардії імені Кульчицького, ОУН.
|  |  |  |  |  |  |  |